# سالسيدو
سالسيدو هي بلدية في جمهورية الدومينيكان، بلغ عدد سكانها 40٬510 نسمة.

## المناخ
يظهر الجدول التالي التغييرات المناخية على مدار السنة لسالسيدو:
| البيانات المناخية لـسالسيدو                    | البيانات المناخية لـسالسيدو | البيانات المناخية لـسالسيدو | البيانات المناخية لـسالسيدو | البيانات المناخية لـسالسيدو | البيانات المناخية لـسالسيدو | البيانات المناخية لـسالسيدو | البيانات المناخية لـسالسيدو | البيانات المناخية لـسالسيدو | البيانات المناخية لـسالسيدو | البيانات المناخية لـسالسيدو | البيانات المناخية لـسالسيدو | البيانات المناخية لـسالسيدو | البيانات المناخية لـسالسيدو |
| الشهر                                          | يناير                       | فبراير                      | مارس                        | أبريل                       | مايو                        | يونيو                       | يوليو                       | أغسطس                       | سبتمبر                      | أكتوبر                      | نوفمبر                      | ديسمبر                      | المعدل السنوي               |
| ---------------------------------------------- | --------------------------- | --------------------------- | --------------------------- | --------------------------- | --------------------------- | --------------------------- | --------------------------- | --------------------------- | --------------------------- | --------------------------- | --------------------------- | --------------------------- | --------------------------- |
| الدرجة القصوى °م (°ف)                          | 35.3 (95.5)                 | 35.7 (96.3)                 | 36.8 (98.2)                 | 37.3 (99.1)                 | 37.6 (99.7)                 | 39.4 (102.9)                | 39.5 (103.1)                | 38.7 (101.7)                | 37.1 (98.8)                 | 37.1 (98.8)                 | 36.5 (97.7)                 | 36.0 (96.8)                 | 39.5 (103.1)                |
| متوسط درجة الحرارة الكبرى °م (°ف)              | 29.1 (84.4)                 | 29.4 (84.9)                 | 30.7 (87.3)                 | 31.3 (88.3)                 | 31.7 (89.1)                 | 32.5 (90.5)                 | 32.5 (90.5)                 | 32.5 (90.5)                 | 32.8 (91.0)                 | 32.1 (89.8)                 | 30.7 (87.3)                 | 29.1 (84.4)                 | 31.2 (88.2)                 |
| متوسط درجة الحرارة الصغرى °م (°ف)              | 18.7 (65.7)                 | 18.8 (65.8)                 | 19.4 (66.9)                 | 19.9 (67.8)                 | 20.7 (69.3)                 | 21.5 (70.7)                 | 21.4 (70.5)                 | 21.3 (70.3)                 | 21.1 (70.0)                 | 20.7 (69.3)                 | 19.8 (67.6)                 | 19.0 (66.2)                 | 20.2 (68.4)                 |
| أدنى درجة حرارة °م (°ف)                        | 13.5 (56.3)                 | 14.0 (57.2)                 | 14.0 (57.2)                 | 14.1 (57.4)                 | 15.0 (59.0)                 | 16.1 (61.0)                 | 16.5 (61.7)                 | 17.0 (62.6)                 | 16.3 (61.3)                 | 16.2 (61.2)                 | 15.7 (60.3)                 | 15.0 (59.0)                 | 13.5 (56.3)                 |
| معدل هطول الأمطار مم (إنش)                     | 82.7 (3.26)                 | 73.2 (2.88)                 | 75.7 (2.98)                 | 107.5 (4.23)                | 152.7 (6.01)                | 79.1 (3.11)                 | 108.9 (4.29)                | 131.0 (5.16)                | 113.4 (4.46)                | 124.7 (4.91)                | 157.9 (6.22)                | 134.2 (5.28)                | 1٬341 (52.80)               |
| متوسط الأيام الممطرة (≥ 1.0 mm)                | 10.8                        | 8.5                         | 8.6                         | 8.8                         | 11.6                        | 8.8                         | 12.1                        | 11.5                        | 9.8                         | 11.2                        | 12.8                        | 13.3                        | 127.8                       |
| المصدر: الإدارة الوطنية للمحيطات والغلاف الجوي |                             |                             |                             |                             |                             |                             |                             |                             |                             |                             |                             |                             |                             |

## مدن توأم
المدن التوأم:
- موكا (جمهورية الدومينيكان)
- أتلانتا، جورجيا.

## أعلام
- نيلسون باولينو
- ماريان كروز
- رافاييل فلوريس
- ساندي روزاريو